# Salina Ocna Dej

Vechea mină Ferdinand

Salina Ocna Dej este o veche unitate minieră din Ocna Dejului, județul Cluj, specializată pe extracția sării geme în stare solidă.

## Generalități
Întreprinderea aparține „Societății Naționale a Sării” din București (SALROM). 
Adresa: str. Salinei nr.6, 405200 Ocna Dejului, județul Cluj.

## Istoric
Exploatări de sare cunoscute din antichitate sunt și cele de la Ocna Dej.
Volker Wollmann în monografia sa asupra mineritului subliniază prezența în imediata apropiere a zăcămintelor de sare, de fiecare dată, a unei fortificații romane. Castrul roman de la Gherla a apărat exploatările de sare de la Ocna Dej, Sic, Cojocna și Pata, castrul fiind poziționat între acestea.
În epoca romană modul de exploatare a sării a avut un caracter sezonier (din primăvară, până înspre toamnă), implicând însă asigurarea nevoilor generale ale statului pe durata unui întreg an calendaristic. Prin sarea sa, Dacia era cel puțin tot atât de importantă imperiului roman, cât pentru resursele ei de aur. Romanii lucrau numai la suprafață, în gropi patrulatere, până la o adâncime de 12-15 m, de unde sarea se putea scoate ușor pe punți alunecoase și cu aparate simple de ridicat, după care o părăseau și începeau alta. Așa au extras romanii sarea peste tot în Ardeal, iar excavațiile părăsite au devenit lacuri.

## Date geologice
Zăcământul de sare gemă, exploatat din antichitate, apare ca extremitate a miocenului mediu salifer din partea de nord-vest a Transilvaniei, sub forma unui orizont nediapirizat, situat aproape de suprafață, cu grosimi ce variază între 10 și 160 m. Conturarea masivului de sare s-a făcut în limitele zonei exploatate prin lucrări subterane sau cercetate prin lucrări de explorare de suprafață (lungime: cca 4 km pe direcție nord-sud, lățime: cca 2 km pe direcție est-vest). 

## Lucrări de exploatare minieră a sării
Sarea gemă de la Ocna Dejului s-a exploatat în 2 sectoare: 
a) nordic (în zona Dealului Cabdic, între Dej și Ocna Dejului)
b) sudic (în zona Ocna Dejului)
În sectorul nordic au existat exploatări romane de suprafață (cariere) și exploatări medievale subterane (aici sunt lacurile sărate Toroc-Cabdic de 41 m adâncime și nr.1, colmatat).
Începând cu Evul Mediu târziu exploatarea sării (sub forma unor camere subterane conice, paralelipipedice sau trapezoidale) are loc în sectorul sudic. Aici au fost exploatate în cursul vremii următoarele mine (de la nord spre sud): mina Iosif, mina Ștefan, mina Mare, mina Ciciri, mina Ferdinand (mina 23 August), mina 1 Mai, iar (cu începere din anul 1979) mina Transilvania. 
În anul 1780 la Ocna Dej existau următoarele mine ogivale de sare:

- "St. Josephi" ("mina Iosif"): 63 m adâncime, 129 m perimetru bazal.

- "St. Stephani" ("mina Ștefan"): 42 m adâncime, 67 m perimetru bazal.
În trecut, în perimetrul minelor Iosif și Ștefan s-a străpuns incidental culcușul masivului de sare, de unde a pătruns apă în excavațiile miniere subterane, formându-se local o grotă cu apă.
Despre ocnele de sare active sau inactive de la Salina Ocna Dej a relatat în detaliu František Pošepný în anul 1867.
În anul 1896 la Ocna Dej era deschisă o singură ocnă de sare.
Unele mine vechi din sectorul sudic s-au prăbușit, pe locul lor formându-se în cursul timpului fie conuri active de surpare (mina Iosif, mina Ștefan, mina Ciciri, mina Ferdinand), fie lacuri sărate (lacul mina Mare).
În prezent mai este în funcțiune numai mina Transilvania.

## Tehnica de deschidere în trecut a ocnelor de sare din Ardeal
Înainte de deschiderea unei noi ocne de sare în Ardeal și Maramureș, se făceau deobicei foraje de explorare. Dacă până la adâncimea de 36 m (18 Klafter = 18 stânjeni) nu se intercepta sarea, se renunța la proiect, din cauza adâncimii prea mari a puțurilor. Ideal era ca solul să aibă o grosime de max. 10-12 m (5-6 stânjeni). La un rezultat pozitiv al primului foraj, se executa un al doilea, la o distanță de 6 m (3 stânjeni) de primul, pentru stabilirea exactă a grosimii stratului acoperitor deasupra celui de al doilea puț. Al doilea puț se amplasa preferențial la aceeași cotă cu primul sau cu max. 4-6 m (2-3 stânjeni) diferență de nivel față de primul puț. Un puț era rezervat pentru intrarea și ieșirea minierilor din ocne (cu ajutorul unor frânghii de cânepă), iar celălalt puț pentru extragerea sării din subteran. Puțurile se săpau cu profil patratic, fiecare latură având 2,8 m (9 pași; 1 pas = 0,3 m) până la o adâncime de 4 m (2 stânjeni) sub contactul steril-sare, după care se lărgea treptat pe următorii 4 m (2 stânjeni), cu profil tot patratic. Aici se făcea așa-numitul “fundament”, din bârne de lemn incastrate în sare, pe care se sprijinea întregul puț. Apoi se arma puțul, de jos în sus, la început cu un amestec de argilă, pleavă și lână de oaie (pentru impermeabilizarea pereților), după care cu bârne (grinzi) de lemn. Grosimea armăturilor era de 0,3 m (1 pas), astfel ca profilul efectiv al puțului se reducea în final de la 2,8 x 2,8 m la 2,5 x 2,5 m. De la nivelul steril-sare în jos pereții se căptușeau cu piele de bivol, care împiedeca contactul direct al apei cu pereții de sare. Apa care picura totuși în mină era captată și scoasă la suprafață. De la nivelul “fundamentului” în jos se săpa cu profil tot mai lărgit, conic, așa că după alți cca 8 m (4 stânjeni) cele 2 puțuri alăturate se uneau. De aici, mina lua o formă conică-ogivală cu secțiunea pe cât posibil circulară (care nu se realiza practic decât rar). Mina se declara gata pentru exploatare numai după ce un agent al administrației salinei, stând pe un bulgăre de sare în mijlocul ocnei, nu mai putea atinge tavanul ocnei cu ciocanul. Din acest moment, salariul tăietorilor de sare scădea de la 4,5 creițari (4,5 Kreuzer) pentru fiecare bloc de sare, la obișnuitul tarif de 1,5 creițari. Ocna era dată atunci oficial în funcțiune, primind totodată un nume. Costurile de deschidere ale unei ocne de sare se ridicau deobicei la peste 5.000 florini (guldeni) de argint.

## Lacuri antroposaline
Lacuri antroposaline s-au format pe locul unor foste exploatări de sare surpate.
a) sectorul nordic: Lacul Toroc-Cabdic și fostul Lac nr.1.
b) sectorul sudic: Lacul Iosif, Lacul Ștefan, Lacul Mina Mare.

## Galerie de imagini

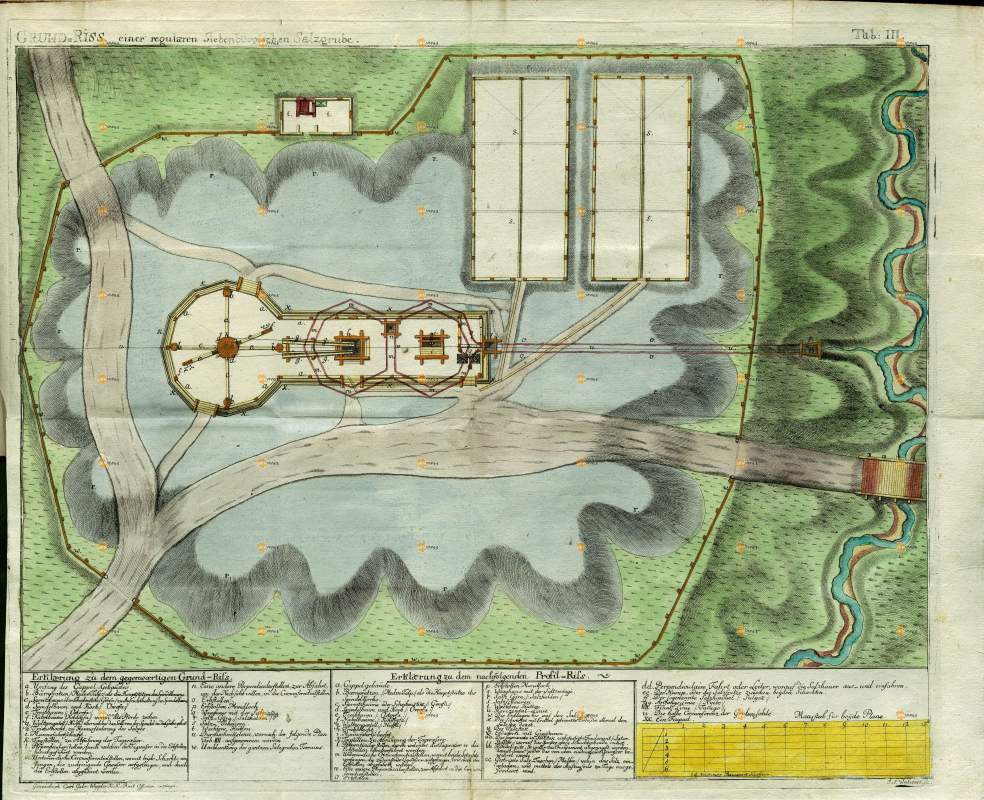
Planul unei ocne vechi de sare din Transilvania și Maramureș (după Johann Fichtel, 1780)
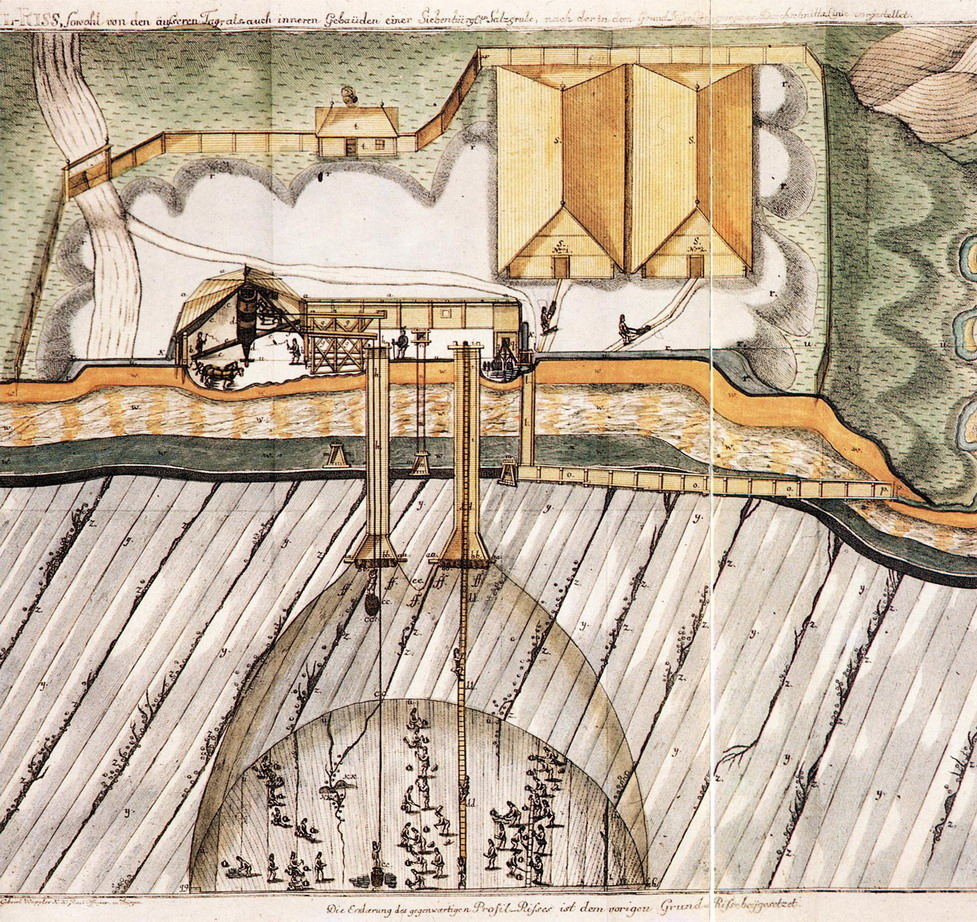
Secțiune schematică printr-o ocnă veche de sare din Transilvania și Maramureș (după Johann Fichtel, 1780)
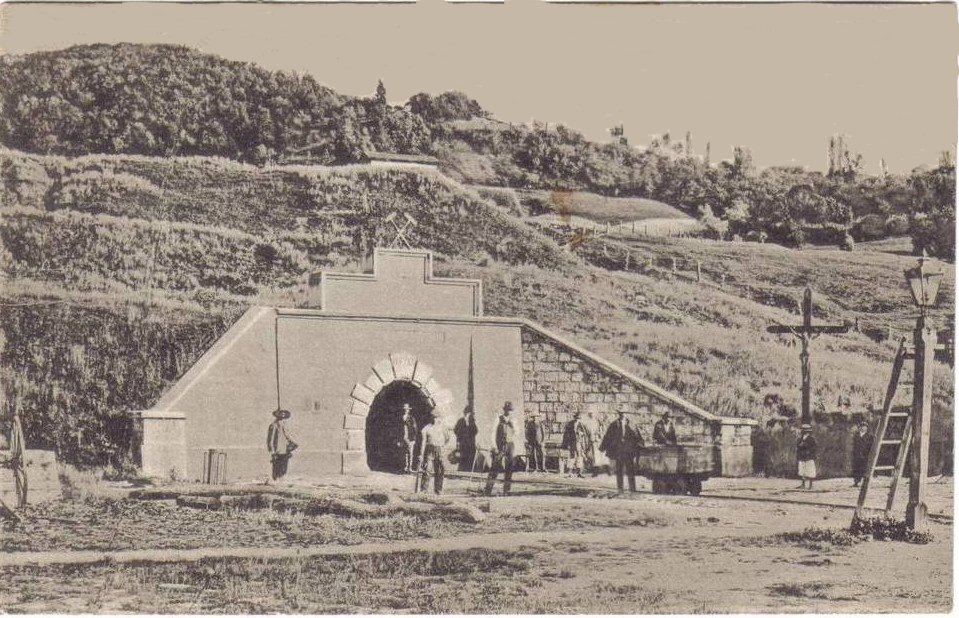
Intrarea în salină în secolul al XIX-lea
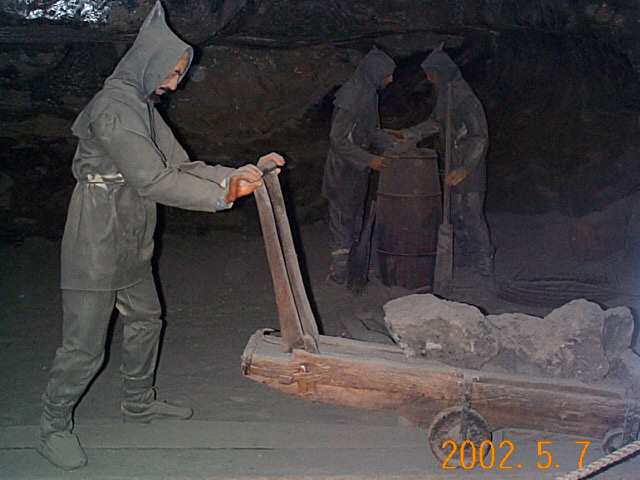
Mijloc de transport al sării in salinele din trecutul istoric
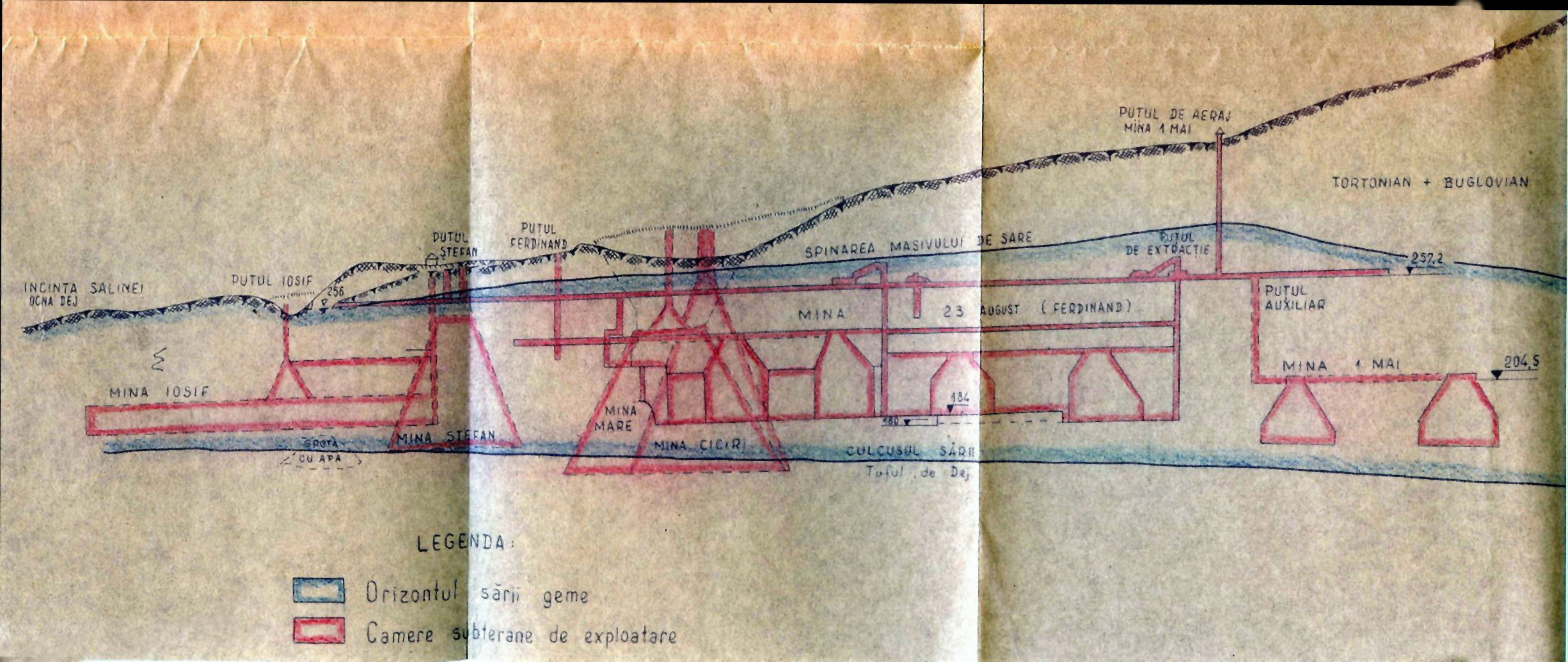
Salina Ocna Dej (secţiune prin minele vechi)
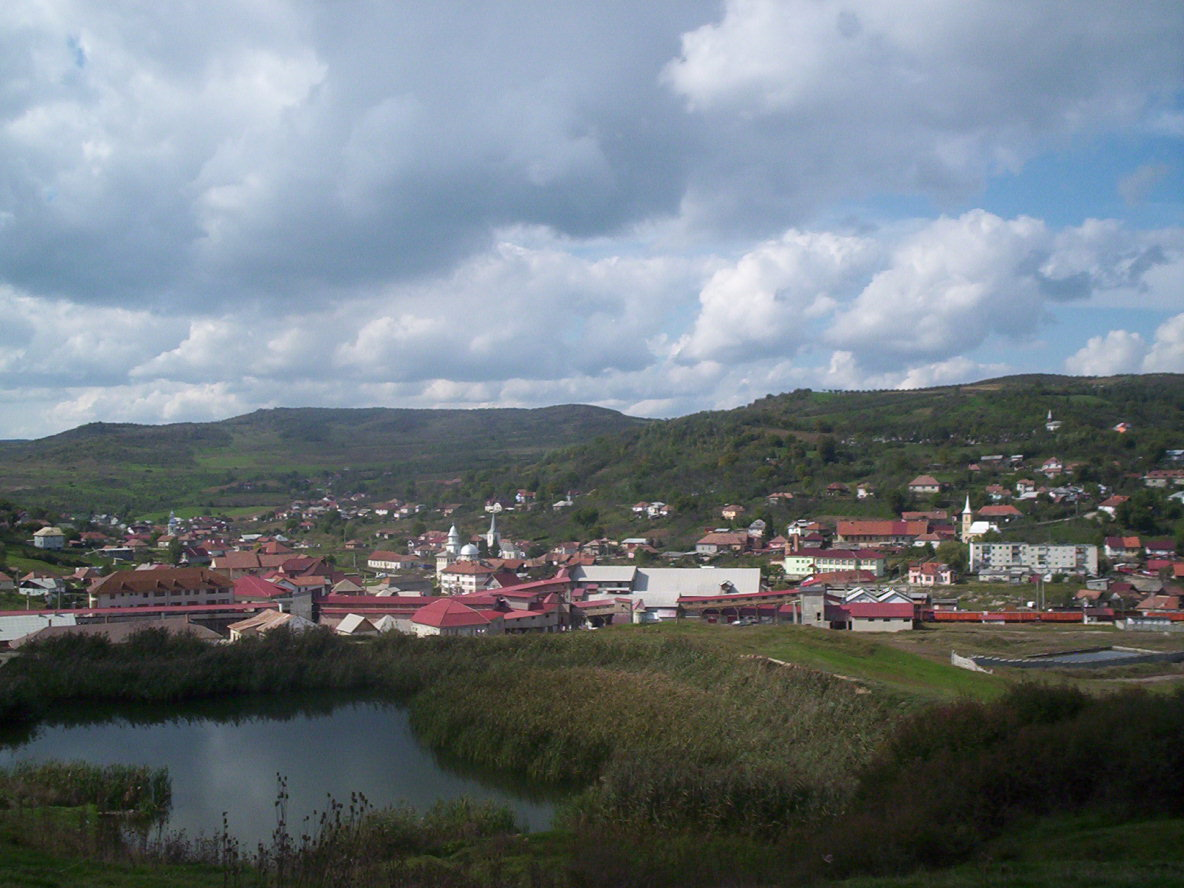
Lacul antroposalin Iosif, format pe fosta mină prăbuşită Iosif